# Lymantria russula
Lymantria russula är en fjärilsart som beskrevs av Collenette 1933. Lymantria russula ingår i släktet Lymantria och familjen tofsspinnare. Inga underarter finns listade i Catalogue of Life.